# Philogenia berenice
Philogenia berenice är en trollsländeart som beskrevs av Higgins 1901. Philogenia berenice ingår i släktet Philogenia och familjen Megapodagrionidae. Inga underarter finns listade i Catalogue of Life.